# Nga Phượng
Nga Phượng là một xã thuộc huyện Nga Sơn, tỉnh Thanh Hóa, Việt Nam.
Các thôn của xã Nga Lĩnh cũ gồm: Báo Văn, Hội Kê, Giải Uấn, Đồng Đội, Vân Hoàn.

## Địa lý
Xã Nga Phượng nằm ở phía nam huyện Nga Sơn, có vị trí địa lý:
- Phía đông giáp xã Nga Bạch và xã Nga Trung
- Phía tây giáp huyện Hà Trung
- Phía nam giáp huyện Hậu Lộc và xã Nga Thạch
- Phía bắc giáp thị trấn Nga Sơn và các xã Nga Thắng, Nga Văn.

Xã Nga Phượng có diện tích 8,54 km², dân số năm 2018 là 7.670 người, mật độ dân số đạt 898 người/km².

## Lịch sử
Địa bàn xã Nga Phượng hiện nay trước đây là hai xã Nga Lĩnh và Nga Nhân.
Năm 1977, huyện Nga Sơn sáp nhập với huyện Hà Trung thành huyện Trung Sơn, xã Nga Lĩnh và xã Nga Nhân thuộc huyện Trung Sơn. Đến năm 1982 lại thuộc Nga Sơn như cũ.
Trước khi sáp nhập, xã Nga Nhân có diện tích 5,05 km², dân số là 3.785 người, mật độ dân số đạt 750 người/km², gồm 5 thôn: Thôn 1, Thôn 2, Thôn 3, Thôn 4 và Thôn 5 (Nghị quyết 106/NQ-HĐND ngày 11 tháng 7 năm 2018 của HĐND tỉnh Thanh Hóa). Xã Nga Lĩnh có diện tích 3,49 km², dân số là 3.885 người, mật độ dân số đạt 1.113 người/km², gồm 5 thôn: Báo Văn, Đồng Đội, Giải Huấn, Hội Kê, Vân Hoàn.
Ngày 16 tháng 10 năm 2019, Ủy ban Thường vụ Quốc hội ban hành Nghị quyết số 786/NQ-UBTVQH14 về việc sắp xếp các đơn vị hành chính cấp xã thuộc tỉnh Thanh Hóa (nghị quyết có hiệu lực từ ngày 1 tháng 12 năm 2019). Theo đó, sáp nhập toàn bộ diện tích và dân số của hai xã Nga Lĩnh và Nga Nhân thành xã Nga Phượng.
Từ xa xưa trên địa bàn xã Nga Phượng có tuyến kênh Nhà Lê nối từ  kinh đô Hoa Lư đến Đèo Ngang đi qua, là tuyến đường thủy đầu tiên trong lịch sử Việt Nam và được coi là tuyến đường Hồ Chí Minh trên sông vì những đóng góp cho các cuộc chiến tranh của người Việt (hiện là một đoạn của sông Hoạt theo tên gọi địa phương).

## Hành chính
Xã Nga Phượng được chia thành 10 thôn: Vân Hoàn, Đồng Đội, Giải Huấn, Hội Kê, Báo Văn, Thôn 1, Thôn 2, Thôn 3, Thôn 4 và Thôn 5.
| STT | Tên        | Mã bưu chính |
| --- | ---------- | ------------ |
| 1   | Lợi Thành  | 443881       |
| 2   | Lợi Nhân   | 443882       |
| 3   | Đông Thành | 443883       |
| 4   | Đông Sơn   | 443884       |
| 5   | Đông Phú   | 443885       |
| 6   | Đông Quang | 443886       |
| 7   | Mỹ Thiện   | 443887       |
| 8   | Mỹ thuật   | 443888       |
| 9   | Mỹ Tho     | 443889       |
| 10  | Vân Hoàn   | 444001       |
| 11  | Đồng Đội   | 444002       |
| 12  | Giải Huấn  | 444003       |
| 13  | Hội Kê     | 444004       |
| 14  | Báo Văn    | 444005       |

## Danh nhân
- Nhà thơ Hữu Loan, quê ở thôn Vân Hoàn, tác giả của bài thơ nổi tiếng Màu tím hoa sim.